# Étréchy (Cher)
Etréchy – miejscowość i gmina we Francji, w Regionie Centralnym, w departamencie Cher.
Według danych na rok 1990 gminę zamieszkiwały 453 osoby, a gęstość zaludnienia wynosiła 14 osób/km² (wśród 1842 gmin Regionu Centralnego Etréchy plasuje się na 716. miejscu pod względem liczby ludności, natomiast pod względem powierzchni na miejscu 301.).